# Sebree
Pour le militaire américain, voir Uriel Sebree.
La ville américaine de Sebree est située dans le comté de Webster, dans l’État du Kentucky. Lors du recensement de 2000, sa population s’élevait à 1 558 habitants.

## Source
- (en) Cet article est partiellement ou en totalité issu de l’article de Wikipédia en anglais intitulé « Sebree, Kentucky » (voir la liste des auteurs).